# معادله قیمت
قضیه قیمت یا معادله قیمت (انگلیسی: Price equation) در نظریه فرگشت و انتخاب طبیعی، معادله قیمت چگونگی تغییر فرکانس یک صفت یا الل را در طول زمان توضیح می‌دهد.